# Anticoagulanti orali diretti
Gli anticoagulanti orali diretti o DOAC (dall'inglese direct-acting oral anticoagulants), detti anche NOAC (dall'inglese Non-vitamin K oral anticoagulants) e precedentemente denominati nuovi anticoagulanti orali o NAO, sono una classe di farmaci anticoagulanti diversi da quelli tradizionali (eparina e warfarin) perché agiscono direttamente sui fattori della coagulazione: trombina (o fattore II) oppure fattore Xa.
Distinguiamo, dunque:
- inibitori diretti della trombina
- inibitori diretti del fattore Xa

Come detto, gli anticoagulanti tradizionali bloccano la coagulazione in maniera indiretta, infatti l'eparina blocca il fattore Xa attraverso il legame con l'antitrombina III, mentre il warfarin e gli altri cumarinici la bloccano antagonizzando l'azione della vitamina K.
Questa classe di farmaci anticoagulanti agisce direttamente sul fattore X  della cascata della coagulazione, senza l'utilizzo dell'antitrombina come mediatore. Questi farmaci sono clinicamente concorrenti dei più datati antagonisti della vitamina K (warfarin e acenocumarolo, detti anche AVK), che sono attivi, però, su diversi livelli della cascata della coagulazione, agendo sulla sintesi di vari fattori della coagulazione (II, VII,IX, X) nel fegato.
Gli anticoagulanti orali diretti sono una classe di farmaci indicati per la prevenzione dell'ictus e dell'embolia sistemica nella fibrillazione atriale non valvolare (FANV).

## Storia
Il primo inibitore naturale del fattore X fu trovato da Spellman et al. nel 1971; nel 1987 Tuszynski et al. scoprono un inibitore (antistasina) nella sanguisuga messicana (Haementeria officinalis). Successivamente, fu trovata un'altra molecola inibitrice in un estratto di zecca (Ornithodoros moubata).

## Farmacodinamica

Target degli antitrombotici

### Inibitori diretti del Fattore Xa
Inibitori diretti del fattore Xa antagonizzano il sito attivo nella forma libera e nelle forme legate di protrombinasi del fattore Xa. 
Sono inibitori diretti del fattore X attivato le seguenti molecole:
- Rivaroxaban (Xarelto)
- Apixaban (Eliquis)
- Edoxaban (Savaysa, Lixiana)
- Betrixaban (sviluppo interrotto)
- Darexaban  (sviluppo interrotto)
- Otamixaban iniettivo (sviluppo interrotto)

Il meccanismo d'azione di questi farmaci può essere ricostruito dal nome, per esempio:  Rivaro (Identificatore)-xa (Fattore Xa)-ban (inibitore)
Essi sono efficaci come le eparine e gli antagonisti della vitamina K. Questi nuovi inibitori diretti non richiedono il monitoraggio di laboratorio di routine della coagulazione del sangue. Essi inibiscono la estrinseca e le vie intrinseche della coagulazione del sangue.
Rivaroxaban e apixaban sono inibitori diretti e molto selettivi del fattore Xa. 
Essi bloccano la trasformazione della protrombina II in trombina II attivata. (vedi immagine)
L'inibizione del fattore Xa causata dalla molecola blocca contemporaneamente la via intrinseca e la via estrinseca della cascata della coagulazione. In tal modo viene inibita sia la formazione di trombina, sia lo sviluppo di trombi. 
Queste molecole non necessitano dell'antitrombina III per svolgere l'attività antitrombotica.
Rivaroxaban non ha effetti inibitori sulla trombina (fattore II attivato) e non agisce in alcun modo sulla aggregazione delle piastrine.
Apixaban non ha effetti diretti sull'aggregazione delle piastrine, ma inibisce indirettamente l'aggregazione piastrinica che viene indotta dalla trombina. In conseguenza dell'inibizione del FXa la molecola determina un prolungamento di diversi test di coagulazione, ed in particolare del tempo di protrombina (PT), l'International Normalized Ratio (INR) e il tempo di tromboplastina parziale attivata (aPTT).

### Inibitori diretti della trombina

Meccanismo di produzione della trombina
Differente tra l'eparina e i DTI

Gli inibitori diretti della trombina (DTI) inattivano la trombina legata al coagulo ed anche la trombina solubile in modo reversibile, bloccando la trasformazione del fibrinogeno I in fibrina I attivata in modo indipendente dall'antitrombina. (Vedi immagine)
CI sono tre tipi di DTI, dipendenti dalla loro interazione con la molecola trombina, gli univalenti, i bivalenti e gli allosterici.

#### Univalenti
Gli univalenti DTI si legano solo al sito attivo.
I DTI univalenti, derivati dall'Hirudo medicinalis sono:
- Argatroban
- dabigatran (Pradaxa)
- ximelagatran  (sospeso)[14]

Il dabigatran esercita l'attività anticoagulante come potente inibitore diretto, competitivo, reversibile della trombina ed è il principio attivo che si ritrova nel plasma.
Esso agisce inibendo sia la trombina libera circolante che quella legata al coagulo di fibrina ed è anche in grado di ridurre l'aggregazione piastrinica stimolata dalla trombina.
Per questo motivo è più efficace degli inibitori indiretti della trombina, come ad esempio l'eparina non frazionata, che non può inibire la trombina legata alla fibrina.
L'effetto anticoagulante che si ottiene è meno variabile di quello prodotto dal warfarin e dagli altri antagonisti della vitamina K, pertanto non necessita di monitoraggio periodico del tempo di protrombina né di aggiustamenti posologici. È stato recentemente testato e approvato dall'EMA, un antidoto specifico per tale farmaco, l'Idarucizumab a solo uso ospedaliero.

#### Bivalenti
I DTI bivalenti (irudina e analoghi) si legano sia al sito attivo e che al sito exosite 1. Essi sono:
- Irudina
- Bivalirudina (inibizione transitoria - è un frammento della trombina)
- Lepirudina
- Desirudina

#### Allosterici
La terza classe di inibitori che sta guadagnando importanza sono i DTI allosterici.
La trombina dimostra un elevato livello di regolazione allosterica.
La cooperatività nella trombina è regolata dagli exosito 1 e 2 (sito di legame secondario, lontano dal sito attivo su un enzima o altra proteina) e dal sito di legame al sodio. 
Una letteratura recente ha dimostrato secondo diversi ricercatori che gli inibitori allosterici possono fornire degli anticoagulanti più clinicamente flessibili.
Alcuni degli inibitori allosterici scoperti includono aptameri del DNA, benzofuran dimeri, 
trimeri benzofuran, nonché lignine polimerici. un nuovo solfatato lignina β-O4 (SbO4L) è stato scoperto che ha mostrato un doppio meccanismo di azione anti-trombosi. Questo SbO4L mostra l'inibizione allosterica di trombina per fibrinogeno, fornendo nel contempo una inibizione competitiva dell'interazione trombina con glicoproteina piastrinica Ibα (GPIbα), impedendo così la formazione di trombina mediata dall'aggregazione piastrinica. 
Tuttavia, nonostante il crescente interesse ed i progressi negli studi della cooperatività, gli inibitori non allosterici della trombina non hanno ancora raggiunto la fase di sperimentazione clinica.

## Farmacocinetica

### Confronti con il warfarin
| Proprietà           | Warfarin  | NAO    |
| ------------------- | --------- | ------ |
| Inizio effetto      | Lento     | Rapido |
| Posologia           | Variabile | Fissa  |
| Effetto dei cibi    | Sì        | No     |
| Interazioni         | Molte     | Poche  |
| Monitoraggio        | Sì        | No     |
| Conclusione effetto | Lungo     | Breve  |

### Differenze farmacocinetiche
| Caratteristiche                  | Warfarin                            | Dabigatran | Rivaroxaban | Apixaban | Edoxaban                                  | Betrixaban              |
| -------------------------------- | ----------------------------------- | --- | --- | --- | ----------------------------------------- | ----------------------- |
| Target biochimico                | Sintesi dei fattori: II, VII, IX, X | IIa (trombina) | Fattore Xa | Fattore Xa | Fattore Xa                                | Fattore Xa              |
| Dose in mg                       | Variabile                           | 75-150 | 20 (15) | 5 (2,5) | 30-60                                     |                         |
| Frequenza                        | 1 al dì                             | 2 al dì | 1 al dì | 2 al dì | 1 al dì                                   |                         |
| Cmax (ore)                       | 72–96                               | 22–4,5 | 1-3 | 1-2 | -                                         |                         |
| Emivita (ore)                    | 40                                  | 12-14 | 5-9 | 8-15 | 10-14                                     | 19-24                   |
| Emivita (ore) (casi particolari) |                                     | > 24 se clearance della creatinina < 30 | 9–13 (anziani) | |                                           |                         |
| Tmax                             |                                     | 0,5-2 h | 2,5-4 h | 3-4 h |                                           |                         |
| Inizio azione                    |                                     | 0,5-2 h | 3-4 h | 3-4 h |                                           |                         |
| Escrezione                       |                                     | 80% renale | 2/3 epatica e 1/3 renale | 25% renale e 75% fecale |                                           | ~15% renale             |
| Biodisponibilità                 |                                     | 6% influenzata dal pH profarmaco (bassa biodisponibilità) | 66-100% dose dipendente | 60% |                                           |                         |
| Legame proteico                  |                                     | 35% | 95% | 87% |                                           |                         |
| Interazioni                      | CYP 2C9/3A4/1A2                     | glicoproteina P P-gP | CYP3A4/2J2 P-gP | CYP3A4 P-gP | P-gP                                      |                         |
| Sovradosaggio                    |                                     | Sconosciuto (può essere dializzato) | Sconosciuto (non può essere dializzato, utile complesso concentrato di piastine) | Sconosciuto | Sconosciuto                               |                         |
| Dialisi                          | No                                  | Si | No | No |                                           |                         |
| Note                             | Vedi Confronti con il warfarin      | Dose 75 mg: *in >75 anni *insufficienza renale Controindicazioni: *grave insufficienza renale *rischio sanguinamento gastrico Conservare nella confezione originale Sospendere: 2-5 gg prima di chirurgia elettiva | Somministrare con cibo Monitorare: funzione renale Aumenta sanguinamento gastrico rispetto Warfarin Sospendere: 1-2 gg prima di chirurgia elettiva Evitare ketoconazolo e rifampicina Possibile antidoto: 4-factor prothrombin complex concentrate (4F-PCC) | Dose 2,5 mg: * anziani >80 anni *peso <60 kg *creatinina >1.5 mg/dL Evitare: ketoconazolo, claritromicina, clopidogrel o rifampina Sospendere: 1-2gg prima di chirurgia elettiva Possibile antidoto: (4F-PCC) | Evitare induttori e inibitori del CYP 3A4 | Non è substrato per CYP |

### Altri NAO
Betrixaban (PRT-054021) è un inibitore diretto del fattore Xa orale. Esso ha una biodisponibilità del 47% e un tempo di dimezzamento di 19 ore, e viene escreto praticamente invariato nella bile, rendendolo particolarmente adatto per l'uso in pazienti con insufficienza renale. Non sono disponibili informazioni riguardanti studi di fase III di questo farmaco nella fibrillazione atriale.
Otamixaban lo sviluppo è stato interrotto per gli scarsi risultati clinici; per somministrazione IV, emivita di 25 min. con inizio d'azione immediato, eliminato per via biliare.

## Razionale terapeutico
Secondo Carlo Porta alcune considerazioni cliniche incoraggiano all'uso di una terapia antitrombotica:
- La FA comporta una condizione pro-trombotica.
- Il rischio di ictus è lo stesso indipendentemente dal fatto che il paziente sia affetto da forma parossistica o persistente di FA.
- Lo stroke cardioembolico presenta una mortalità a 30 giorni del 25%.
- L'ictus in relazione alla FA comporta una mortalità di ~50% a 1 anno.
- Gli ictus in pazienti con fibrillazione atriale sono più disabilitanti e determinano più elevati tassi di mortalità.

Diverso rischio tromboembolico dei NAO ed altre terapia

I NAO secondo: Granger C.B. e Armaganijan L.V. della Duke Clinical Research Institute garantirebbero una riduzione del rischio di stroke del: 
- 36% del Dabigatran vs warfarin (studio RE-LY),
- 12% del Rivaroxaban vs warfarin (studio ROCKET-AF),
- 21% dell'Apixaban vs warfarin (studio ARISTOTELE).

I NAO secondo le Linee Guida ESC (European Society of Cardiology) sono indicati nei pazienti:
1. con fibrillazione atriale non valvolare (FANV) di durata ≥48h, oppure quando la durata della fibrillazione atriale è sconosciuta, il trattamento anticoagulante orale (es. antagonisti della Vit. K (AVK) con INR 2–3 oppure Dabigatran) è raccomandato per ≥3 settimane prima e per ≥4 settimane dopo la cardioversione, indipendentemente dal metodo utilizzato (elettrico o farmacologico orale/ev)
2. In pazienti con fattori di rischio per ictus o fibrillazione atriale ricorrente  (FANV), il trattamento anticoagulante orale, con AVK (INR 2–3) oppure con i nuovi anticoagulanti orali, dovrebbe essere continuato in cronico indipendentemente dal mantenimento apparente del ritmo sinusale a seguito della cardioversione.

### Indicazioni
| Indicazioni                                                                                        | Rivaroxaban          | Dabigatran              | Apixaban               |
| -------------------------------------------------------------------------------------------------- | -------------------- | ----------------------- | ---------------------- |
| Prevenzione stroke in FA                                                                           | 20 mg/die in 1 somm. | 150 mg/die in 2 somm.   | 5 mg x 2 volte al dì   |
| Trattamento della trombosi venosa profonda (DVT) ed embolia polmonare (PE), e prevenzione DVT e PE | 20 mg/die in 1 somm. | 150 mg x 2 volte al dì. | 5 mg x 2 volte al dì   |
| Prevenzione della Trombosi Venosa in chirurgia ortopedica                                          | 20 mg/die in 1 somm. | 110 mg/die in 2 somm.   | 2,5 mg /die in 2 somm. |

L'Agenzia italiana del farmaco (AIFA) ha approvato questi tre nuovi anticoagulanti orali (NAO), di cui due anti fattore Xa: apixaban (Eliquis nel gennaio 2014) e rivaroxaban (Xarelto nell'agosto 2013 ) e il dabigatran (Pradaxa nel giugno 2013)  inibitore diretto della trombina; nelle seguenti indicazioni:
- prevenzione di ictus e tromboembolismo sistemico in soggetti con fibrillazione atriale (FA) non valvolare con almeno uno dei fattori di rischio, quali:
  - insufficienza cardiaca congestizia (scompenso cardiaco),
  - ipertensione,
  - età ≥ 75 anni,
  - diabete mellito,
  - pregresso ictus o attacco ischemico transitorio.

Inoltre, il rivaroxaban è anche indicato nella prevenzione del tromboembolismo venoso (trombosi venosa profonda e nell'embolia polmonare) in soggetti adulti a rischio elevato, quando sottoposti ad interventi ortopedici di sostituzione elettiva dell'anca o del ginocchio.
La prescrizione di questi farmaci è dal 2013 vincolata dalla stesura di un piano terapeutico e sono dispensati direttamente dalle aziende sanitarie pubbliche o in loro vece da alcune
farmacie convenzionate. Il piano terapeutico può essere stilato solo da alcuni specialisti autorizzati tra i: cardiologi, neurologi, internisti, geriatri ed ematologi.

### Confronti clinici
Non esistono studi di confronto tra i NAO sull'uomo, solamente uno studio di confronto indiretto nella fibrillazione atriale è stato pubblicato nel 2012. 
I dati disponibili non indicano differenze significativa di efficacia tra dabigatran 150 mg e apixaban per la prevenzione di ictus o l'embolia sistemica in pazienti con FANV. 
Sembra, tuttavia, che apixaban è associato a maggiori sanguinamenti rispetto al dabigatran 150 mg o al rivaroxaban, inoltre, il rivaroxaban sembra meno efficace di dabigatran 150 mg nel prevenire l'ictus o l'embolia sistemica. 
Queste differenze per essere confermate devono essere testate in un trial randomizzato progettato ad hoc di confronto diretto tra i tre farmaci.

La prescrizione di questi farmaci è preceduta da una valutazione, della loro capacità di determinare sanguinamento, con l'utilizzo di due scale di valutazione:
1. SAMe-TT2R2 score
2. CHA2DS2-VASc score

### Effetti collaterali
I NAO non richiedono controlli periodici dell’effetto antitrombotico (dosaggio periodico del tempo di protrombina – INR), al contrario degli antagonisti della vitamina K. Essi sono però controindicati in caso di insufficienza renale (clearance della creatinina < 30 ml/min).
Questi farmaci sembrano offrire meno effetti collaterali gravi «nei pazienti con fibrillazione atriale con scompenso cardiaco (HF) essi hanno un rischio inferiore del 41% di emorragie intracraniche rispetto a quelli senza HF (OR 0.59, 95% CI 0,40-0,87)».

## Antidoti
Questi farmaci non hanno al 2015 un antidoto da poter usare in caso di sanguinamento emorragico. In realtà la loro breve durata d'azione riduce notevolmente la necessità di un antidoto, fatto che si presentava più spesso nel paziente traumatologico in corso di terapia con gli inibitori della vitamina K. 
Sono comunque in avanzata fase di sperimentazione alcuni antidoti, tra questi l'Andexanet alfa della Portola Pharmaceuticals che è in grado di antagonizzare gli effetti emorragici di rivaroxaban, apixaban e edoxaban, e l'aripazine. 
Recentemente è stato approvato idarucizumab, (Praxbind) anticorpo monoclonale disegnato per antagonizzare il dabigatran, mentre procedono studi clinici per il ciraparantag della Perosphere Inc..
L'idarucizumab, l'andexanet alfa e l'aripazine sembrano essere una grande promessa sia come antidoti per farmaci specifici sia come antidoti antiemorragici universali.

## Gravidanza e allattamento
Le linee Guida ACCP del 2012 (Antithrombotic Therapy and Prevention of Thrombosis, 9th ed: American College of Chest Physicians Evidence-Based Clinical Practice Guidelines) in gravidanza raccomandano di evitare l'uso di: dabigatran, rivaroxaban e apixaban.

## Interazioni
Nel 2013 sono state pubblicate le Linee Guida, con i dati comparativi delle interazioni farmacologiche dei NAO, da parte dell'EHRA (European Heart Rhythm Association).
| References                                                                | Tipo di interazione                                  | Dabigatran                                  | Apixaban         | Edoxaban               | Rivaroxaban         |
| ------------------------------------------------------------------------- | ---------------------------------------------------- | ------------------------------------------- | ---------------- | ---------------------- | ------------------- |
| Fluconazolo                                                               | CYP3A4                                               | n.d.                                        | n.d.             | n.d.                   | +42% (↓↓)           |
| Ciclosporina, Tacrolimus                                                  | P-gp                                                 | n.d.                                        | n.d.             | n.d.                   | +50% (↓↓)           |
| Eritromicina, Claritromicina                                              | P-gp, CYP3A4                                         | +15-20% (↓↓)                                | n.d.             | n.d.                   | +30-54% (↓↓)        |
| Inibitori HIV proteasi                                                    | P-gp, BRCP e CYP3A4                                  | n.d.                                        | forte aumento    | n.d.                   | >154% (†)           |
| Rifampicina, Erba di San Giovanni, Carbamazepina, Fenitoina, Fenobarbital | P-gp, BRCP, CYP3A4 e CYP2J2                          | -66%(†)                                     | -54% (†)         | -35% (↓↓)              | >50% (↓↓)           |
| Antiacidi                                                                 | Assorbimento GI                                      | -12-30%                                     | n.d.             | no interazione         | no interazione      |
| Atorvastatina                                                             | P-gp, CYP3A4                                         | +18%                                        | -                | no interazione         | no interazione      |
| Digossina                                                                 | P-gp,                                                | no interazione                              | -                | no interazione         | no interazione      |
| Verapamil                                                                 | P-gp, debolmente il CYP3A4                           | +12-180% (↓)                                | -                | +53% LR (↓)            | -                   |
| Diltiazem                                                                 | P-gp, debolmente il CYP3A4                           | no interazione                              | +40% (↓↓)        | -                      | -                   |
| Chinidina                                                                 | P-gp,                                                | +50% (↓↓)                                   | -                | -80% (↓)               | -50% (↓↓)           |
| Amiodarone                                                                | P-gp,                                                | +12-60% (↓↓)                                | -                | no interazione         | -                   |
| Dronedarone                                                               | P-gp, CYP3A4                                         | +70-100% (†)                                | -                | -                      | -                   |
| Ketoconazolo, Itraconazolo, Voroconazolo, Posaconazolo                    | P-gp, BRCP e CYP3A4                                  | +140-150% (†)                               | +100% (†)        | -                      | >160% (†)           |
| Tamoxifene                                                                | P-gp Dabigatran P-gp e CTP3A4 Apixaban e Rivaroxaban | ( ↓)                                        | ( ↓)             | -                      | ( ↓)                |
| Lepatinib                                                                 | P-gp Dabigatran P-gp e CTP3A4 Apixaban e Rivaroxaban | ( ↓)                                        | ( ↓)             | -                      | ( ↓)                |
| Nilotinib                                                                 | P-gp Dabigatran P-gp e CTP3A4 Apixaban e Rivaroxaban | ( ↓)                                        | ( ↓)             | -                      | ( ↓)                |
| Sunitinib                                                                 | P-gp Dabigatran P-gp e CTP3A4 Apixaban e Rivaroxaban | ( ↓)                                        | ( ↓)             | -                      | ( ↓)                |
| Imatinib                                                                  | P-gp Dabigatran P-gp e CTP3A4 Apixaban e Rivaroxaban | -                                           | ( ↓)             | -                      | ( ↓)                |
| Desametasone                                                              | P-gp Dabigatran P-gp e CTP3A4 Apixaban e Rivaroxaban | (↑ )                                        | (↑ )             | -                      | (↑ )                |
| Doxorubicina                                                              | P-gp Dabigatran P-gp e CTP3A4 Apixaban e Rivaroxaban | (↑ )                                        | (↑ )             | -                      | (↑ )                |
| Vinblastina                                                               | P-gp Dabigatran P-gp e CTP3A4 Apixaban e Rivaroxaban | (↑ )                                        | (↑ )             | -                      | (↑ )                |
| Legenda:                                                                  | ↓ diminuire dose                                     | ↓↓diminuire dose se associato ad un altro ↓ | † controindicato | - dati non disponibili | ↑ aumentare la dose |